# 부성역 (경부선)
부성역(Buseong Station, 富城驛)은 충청남도 천안시 서북구 부대동에 있는 수도권 전철 1호선의 전철역이다. 인근에 공주대학교가 있다.

## 연혁
- 2029년: 경부선 개통 예정

## 역 구조

### 승강장
| ↑직산 |
| \| １ |
| 두정↓ |

| 1 | 경부선 | ● 수도권 전철 1호선 | 천안 · 신창(순천향대학) 방면       |
|   | 경부선 | ● 수도권 전철 1호선 | 통과선                             |
| 2 | 경부선 | ● 수도권 전철 1호선 | 구로 · 영등포 · 용산 · 광운대 방면 |

## 역 주변
- 국립공주대학교

## 인접한 역
| 경부선                | 경부선                          | 경부선              |
| --------------------- | ------------------------------- | ------------------- |
| P167 직산 광운대 방면 | ● 수도권 전철 1호선 경부선 완행 | P169 두정 신창 방면 |